# Maria Josep Ortega Requena
Maria Josep Ortega Requena (Carlet, 7 d'octubre de 1968) és una política valenciana, alcaldessa de Carlet (2015-2021) i diputada a les Corts Valencianes en la IX legislatura (2015-2019).

## Biografia
Fins a 2012 va treballar com a funcionària de l'administració de justícia fins que fou nomenada cap d'àrea de l'executiva nacional i responsable de polítiques sectorials pel Bloc Nacionalista Valencià, del que n'ha estat vicepresidenta del Consell Nacional (2006-2009). També ha estat membre de l'executiva nacional i coordinadora de polítiques sectorials de la Coalició Compromís.
A les eleccions municipals espanyoles de 2003, 2007, 2011, 2015 i 2019 fou escollida regidora de l'ajuntament de Carlet. Després de les eleccions municipals espanyoles de 2015 en fou nomenada alcaldessa, càrrec que va revalidar a les de 2019. Arran del pacte amb el Partit Socialista del País Valencià (PSPV-PSOE), va cedir l'alcaldia a la candidata socialista l'octubre de 2021 i mesos més tard renuncià com a regidora degut a les desavinences amb el col·lectiu local de Compromís.
Fou escollida diputada a les eleccions a les Corts Valencianes de 2015 on va ser vicepresidenta de la Comissió de Política Social, Ocupació i Polítiques d'Igualtat.